# Odontosyllis longiseta
Odontosyllis longiseta är en ringmaskart som beskrevs av Francis Day 1973. Odontosyllis longiseta ingår i släktet Odontosyllis och familjen Syllidae. Inga underarter finns listade i Catalogue of Life.